# Анубис (издателство)
Вижте пояснителната страница за други значения на Анубис.
Издателска къща Анубис е частно издателство в България, основано от Николай Табаков през 1990 г. От 1992 г. приоритет в политиката на издателството е издаването и разпространението на учебници и учебно-помощна литература.
През 2007 г. собствениците на „Анубис“ и „Булвест 2000“ обединяват бизнеса си, но запазват отделните издателства като търговски марки, като сливат единствено търговските си отдели в „Анубис-Булвест“.
В областта на образователната литература за деца издателството работи и с чуждестранни партньори, сред които от 2013 година и германската издателска група „Клет“.
Член на Асоциация „Българска книга“.

## Издания
През 90-те години на ХХ век в раздел Научна литература издателство „Анубис“ издава поредицата „Исторически етюди“, в която излизат книги на Пьотр Бицили, Богдан Богданов, Вера Мутафчиева, Георги Бакалов и Иван Дуйчев.
В луксозната библиотека Класика издателството публикува „Кентърбърийски разкази“ на Чосър и „Разкази“ на Джеръм Селинджър.
Като съвременен вариант на Малка училищна библиотека „Анубис“ издава поредицата „Българският канон“, всеки том от която е с предговор на проф. Валери Стефанов, а в поредицата „Европейският канон“ са включени европейски автори като:Гюстав Флобер, Ги дьо Мопасан, Александър Дюма, Оноре дьо Балзак, Н. В. Гогол, А. П. Чехов и други с предговори на проф. Симеон Хаджикосев.
Важна инициатива на издателството е издаването на четиритомника „Бивалици“ на Вера Мутафчиева и седемтомник „Събрани съчинения“ на Йордан Радичков.

## Автори
С разнообразна гама от учебници и учебни помагала за деца, ученици и учители от всички възрастови групи, издателството се е утвърдило като един от лидерите на българския пазар. Гаранция за научните достойнства, практическата приложимост, съответствието с българските и европейските стандарти на учебната литература на издателството са авторите, чиито имена са знакови: проф. д-р Илиана Мирчева (околен свят), проф. д-р Мария Шишиньова (биология и здравно образование), проф. д-р Стойка Здравкова (български език и литература), проф. д. ф. н. Клео Протохристова (български език и литература), проф. д-р Тодор Бояджиев (български език), проф. Валери Стефанов (литература), доц. д-р Чавдар Лозанов и гл. ас. Теодоси Витанов (математика), проф. д-р Антон Попов (география и икономика), проф. д. и. н. Христо Матанов (история и цивилизация) и др.
Над 300 водещи учени, университетски преподаватели и методисти по отделните учебни предмети, запознати с европейските и световните практики в образованието, учители с голям опит в преподаването и възпитанието, изтъкнати художници и дизайнери са част от авторските екипи на издателството.